# Lâu Huyền
Lâu Huyền (tiếng Trung: 樓玄; bính âm: Lou Xuan; ? – 275?), tự Thừa Tiên (承先), là quan viên Đông Ngô thời Tam Quốc trong lịch sử Trung Quốc.

## Cuộc đời
Lâu Huyền quê ở huyện Kỳ, quận Bái, Dự Châu (nay thuộc Túc Châu, An Huy). Thời Cảnh đế Tôn Hưu (258 - 264), Lâu Huyền giữ chức Giám nông ngự sử.
Năm 264, Tôn Hạo đăng cơ, phong Lâu Huyền, Vương Phồn, Quách Trác, Vạn Úc làm Tán kỵ Trung bình hầu. Sau Lâu Huyền rời triều giữ chức Thái thú quận Cối Kê, rồi lại về triều nhận chức Đại tư nông.
Lâu Huyền được thăng chức Cung hạ trấn cấm trung hầu, cùng Hạ Thiệu nhiều lần dâng lời can gián, khiến Tôn Hạo oán hận. Có người vu cáo hai người phỉ báng quốc sự, đều bị khiển trách, riêng Lâu Huyền bị đày vào Quảng Châu. Tại Thương Ngô, Lâu Huyền bí mật tìm đến nhà cũ của Ngu Phiên, tức cảnh sinh tình, biểu lộ cay đắng.
Không lâu sau, Lâu Huyền bị đày đến Giao Châu. Tôn Hạo bí mật sai Giao Chỉ tướng Trương Kỳ (張弈) ám sát Huyền. Kỳ thấy Lâu Huyền cần cù, không đành lòng giết hại. Đến khi Trương Kỳ chết, thi thể do Huyền thu thập. Lâu Huyền tìm được chiếu thư của Tôn Hạo, bèn tự sát.
Năm 275, Tôn Hạo giết hại Hạ Thiệu, cũng hạ chiếu tru diệt con cháu Lâu Huyền.

## Trong văn hóa
Trong tiểu thuyết Tam quốc diễn nghĩa của La Quán Trung, Lâu Huyền xuất hiện ở hồi 120. Lâu Huyền cùng Vạn Úc, Lưu Bình thấy Tôn Hạo vô đạo, thẳng thắn can gián, bị Tôn Hạo giết chết.